# Un homme pressé
Ne doit pas être confondu avec L'Homme pressé, film d' Edouard Molinaro (1977).
Pour plus de détails, voir Fiche technique et Distribution.
Un homme pressé est une comédie dramatique française réalisée par Hervé Mimran et sortie en 2018.
L'histoire s'inspire du livre J'étais un homme pressé : AVC, un grand patron témoigne de Christian Streiff, ancien PDG d'Airbus et de PSA Peugeot Citroën, dans lequel il raconte son accident de santé, puis sa lente reconstruction physique.

## Synopsis
Alain, PDG d'une grande entreprise automobile, est monopolisé par son travail au point d'en oublier loisirs et famille. 
À première vue antipathique, il s'humanise peu à peu après un AVC qui lui cause de graves troubles de la parole et de la mémoire. 
Au cours de sa rééducation, il croise la route de Jeanne, orthophoniste, et est amené à réfléchir de manière sérieuse sur sa vie.

## Fiche technique
- Titre : Un homme pressé
- Réalisation : Hervé Mimran
- Scénario : Hervé Mimran, Hélène Fillières
- Adaptation et dialogues : Hervé Mimran, Hélène Fillières
- Photographie : Jérôme Alméras
- Montage : Célia Lafitedupont
- Costumes : Emmanuelle Youchnovski
- Décors :
- Musique : Balmorhea
- Producteur : Matthieu Tarot
- Production : Gaumont et Albertine Productions
- SOFICA : Cinécap 1
- Distribution : Gaumont Distribution
- Pays d’origine :  France
- Genre : comédie
- Durée : 100 minutes
- Date de sortie :
  - France : 7 novembre 2018

## Distribution
- Fabrice Luchini : Alain Wapler, veuf
- Leïla Bekhti : Jeanne, orthophoniste
- Rebecca Marder : Julia, fille unique d'Alain
- Igor Gotesman : Vincent, infirmier, amoureux de Jeanne
- Ali Bougheraba : Slim, chauffeur d'Alain
- Clémence Massart : Violette, employée de maison d'Alain
- Yves Jacques : Éric
- Micha Lescot : Igor, successeur d'Alain
- Frédérique Tirmont : Aurore, assistante d'Alain
- Évelyne Didi : Annie, mère adoptive de Jeanne
- Fatima Adoum : Nassima Derghoum, mère biologique de Jeanne
- Jean-Pascal Zadi : le serveur du café
- Christian Streiff : lui-même (caméo)

## Accueil

### Accueil critique
Selon Culturebox, le duo Bekhti / Luchini est la base du succès du film : « Autour de ce duo efficace, le film impose sa leçon de vie. Face à la folie d’un monde qui galope sans but réel, prêt à piétiner tous ceux qui manifestent des signes de faiblesse, il milite efficacement pour le retour à l’humilité et la nécessité de donner aux proches toute l'attention qu'ils méritent ».
Les Inrockuptibles évoque une « comédie démagogique et ennuyeuse qui, bien qu'en marche, ne mène pas très loin » et « une parfaite déclinaison cinématographique de la rhétorique macronienne ».
Cécile Mury, dans Télérama, le trouve « prévisible et mièvre ».
Les chroniqueurs du Masque et la Plume de France Inter critiquent violemment le film lors de l'émission du 22 novembre 2018. « Pitoyable et médiocre », selon Sophie Avon qui déplore la surexploitation des jeux de mots. « Fabrice Luchini tue le film », selon Pierre Murat qui reproche à l'acteur d'être « toujours écrasant ». Xavier Leherpeur considère même que le film est « écrit avec les pieds et monté n'importe comment ». Jean-Marc Lalanne, quant à lui, est « désolé pour la carrière de Fabrice Luchini ».
À l'inverse, le film a été « adoré » par Liza de Wilde pour Femmes d'aujourd'hui et apprécié favorablement par Pierre Vavasseur dans Le Parisien. Philippe Thonney, pour Ciné-Feuilles, décrit ce film comme « soigné, tendre, très bien joué, et joli dans le meilleur sens du terme ».